# Vannecourt
Vannecourt é uma comuna francesa na região administrativa de Grande Leste, no departamento de Moselle. Estende-se por uma área de 9,55 km². Em 2010 a comuna tinha 77 habitantes (densidade: 8,1 hab./km²).